# Munții Trascăului (sit SPA)
Munții Trascăului alcătuiesc o arie de protecție specială avifaunistică (sit SPA), situată în vestul Transilvaniei, pe teritoriile județelor Alba și Cluj.

## Localizare
Aria naturală ocupă extremitatea nordică a județului Alba (pe teritoriile orașelor Aiud și Zlatna și pe cele ale comunelor Cricău, Galda de Jos, Întregalde, Ighiu, Livezile, Meteș, Mirăslău, Mogoș, Ocoliș, Ponor, Poșaga, Râmeț, Rimetea, Sălciua și Stremț) și cea sudică a județului Cluj, pe teritoriile comunelor Băișoara, Iara, Mihai Viteazu, Moldovenești, Petreștii de Jos, Săndulești și  Tureni. Aceasta este străbătută de drumul național DN75, care leagă Turda de Câmpeni. 

## Descriere
Situl „Munții Trascăului” a fost declarat arie de protecție specială avifaunistică (în scopul protejării mai multor specii de păsări migratoare de pasaj sau sedentare) prin Hotărârea  de Guvern nr. 1284 din 24 octombrie 2007 (privind declararea ariilor de protecție specială avifaunistică ca parte integrantă a rețelei ecologice europene Natura 2000 în România) și se întinde pe o suprafață de 93.160,4 hectare. Acesta include rezervațiile naturale: Cheile Gălzii, Cheile Geogelului, Cheile Piatra Bălții, Cheile Întregalde, Cheile Vălișoarei, Cheile Pravului, Cheile Tecșeștilor, Cheile Plaiului, Cheile Siloșului, Cheile Râmețului, Cheile Poșăgii, Cheile Turzii, Cheile Turenilor, Cheile Runcului, Cheile Pociovaliștei, Cheile Ampoiței, Cheile Găldiței și Turcului, Cheile Văii Cetii, Iezerul Ighiel, Laricetul de la Vidolm, Pârâul Bobii, Pădurea Sloboda, Poienile cu narcise de la Tecșești, Piatra Cetii, Peștera Huda lui Papară, Șesul Craiului - Scărița-Belioara și Vânătările Ponorului.
Aria protejată (încadrată în bioregiunea alpină a laturii sudice a Munților Apuseni, grupă montană ce aparține lanțului carpatic al Occidentalilor; și cea continentală a culoarului depresionar de pe cursul mijlociu al Mureșului) reprezintă o zonă muntoasă cu forme de relief (carstic și exocarstic) diversificate: vârfuri, cheiuri, văii, doline, măguri, lapiezuri, ponoare, peșteri; cu suprafețe naturale acoperite cu păduri, pășuni și pajiști. Situl adăpostește și asigură condiții prielnice de hrană și cuibărire mai multor specii de păsări (migratoare, de pasaj sau sedentare), dintre care unele protejate la nivel european sau aflate pe lista roșie a IUCN.

## Biodiversitate
Situl dispune de mai multe tipuri de habitate (păduri de conifere, păduri dacice fag, păduri dacice de stejar și carpen, păduri relictare, păduri relictare pe substrat calcaros, tufărișuri alpine și boreale, pajiști panonice și boreale, pajiști panonice de stâncării, pajiști calcifile alpine și subalpine, grohotișuri calcaroase) care adăpostesc o gamă floristică diversificată și  faună sălbatică (mamifere, păsări, reptile, amfibieni, pești, insecte) caracteristică Apusenilor. 

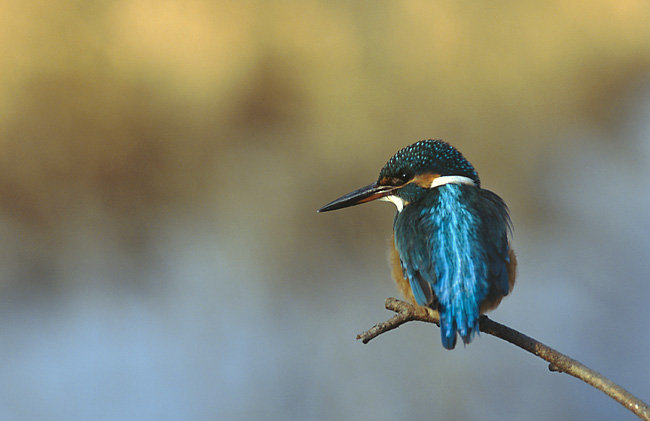
Pescăruș albastru (Alcedo atthis)

La baza desemnării sitului se află câteva specii de păsări enumerate în anexa I-a a Directivei Consiliului European 147/CE din 30 noiembrie 2009 și Directiva 79/409/CEE din 2 aprilie 1979 (privind conservarea păsărilor sălbatice); astfel: uliu păsărar (Accipiter nisus), pescăruș albastru (Alcedo atthis), fâsă-de-câmp (Anthus campestris), lăstun mare (Apus melba), acvilă de munte (Aquila chrysaetos), acvilă țipătoare mică (Aquila pomarina), cocoșul de mesteacăn (Bonasa bonasia), bufniță (Bubo bubo), caprimulg (Caprimulgus europaeus), barză albă (Ciconia ciconia), barză neagră (Ciconia nigra), șerpar (Circaetus gallicus), erete de stuf (Circus aeruginosus), erete vânăt (Circus cyaneus), erete cenușiu (Circus pygargus), cristei de câmp (Crex crex),  lăstun de casă (Delichon urbica), ciocănitoare de stejar (Dendrocopos medius), ciocănitoare neagră (Dryocopus martius), ciocănitoare cu spatele alb (Dendrocopos leucotos), ciocănitoarea verzuie (Picus canus), șoim-de-iarnă (Falco columbarius), șoim călător (Falco peregrinus), șoimul rândunelelor (Falco subbuteo), muscar-mic (Ficedula parva), rândunică roșcată (Hirundo daurica), sfrâncioc roșiatic (Lanius collurio), ciocârlie-de-pădure (Lullula arborea), presură sură (Miliaria calandra), ciuf-pitic (Otus scops), viespar (Pernis apivorus) și fluturaș de stâncă (Ptyonoprogne rupestris).

## Căi de acces
- Drumul național DN75 pe ruta Turda - Mihai Viteazu - Buru, Cluj - Vidolm, Alba.

## Monumente și atracții turistice
În vecinătatea sitului se află câteva obiective de interes istoric, cultural și turistic; astfel:

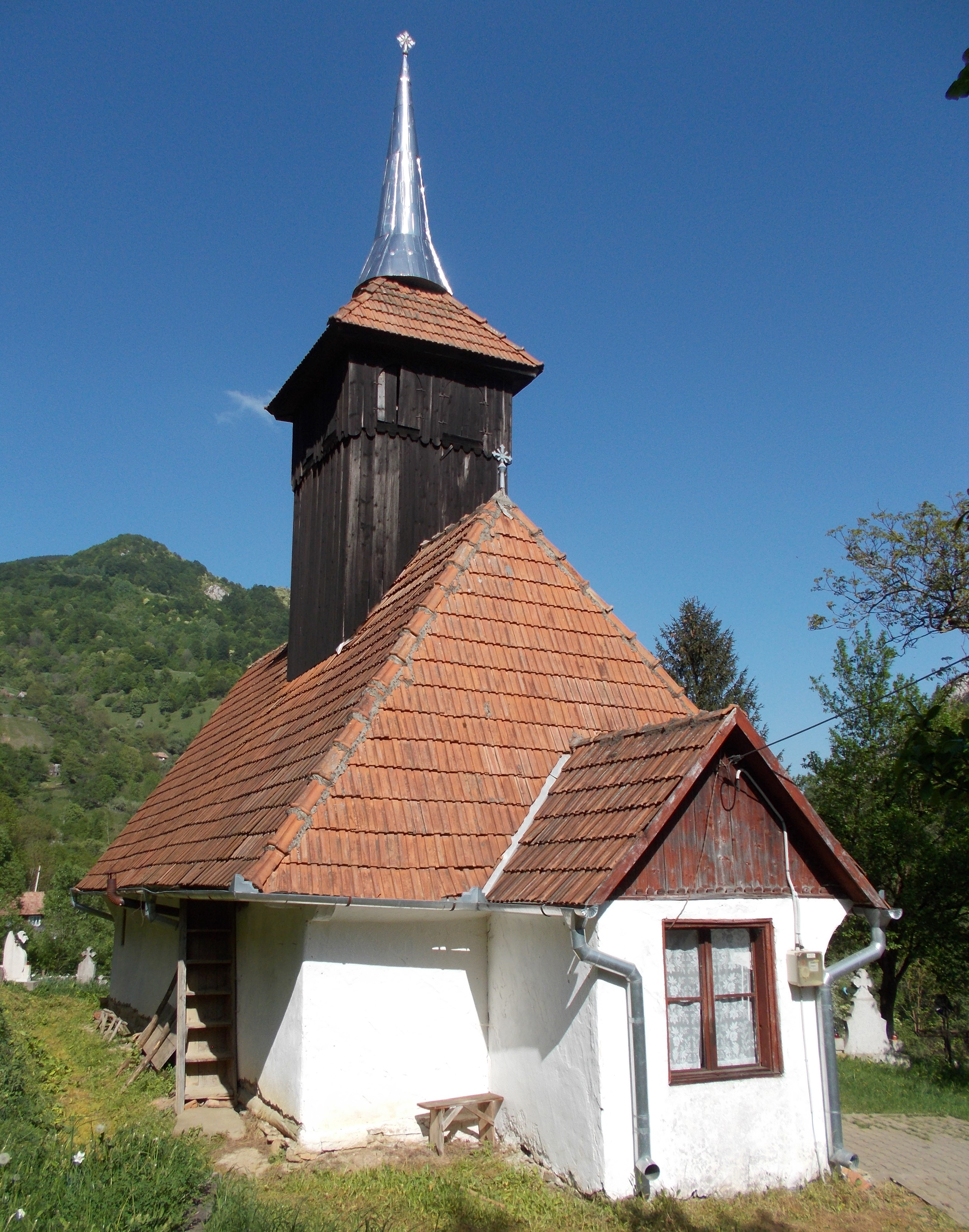
Biserica de lemn din Întregalde

- Biserica "Nașterea Maicii Domnului" din Galda de Jos, construcție 1715, monument istoric (cod LMI AB-II-m-A-00219).
- Biserica Sfinții Arhangheli din Galda de Sus, construcție secolul al XVII-lea, monument istoric (cod LMI AB-II-m-A-00220).
- Biserica reformată (ruine) din Benic, construcție secolul al XIII-lea, monument istoric (cod LMI AB-II-m-B-00185.01).
- Biserica "Cuvioasa Paraschiva" din Mesentea, construcție 1782, monument istoric (cod LMI AB-II-m-A-00252).
- Biserica de lemn "Sf. Arhangheli" din Dealul Geoagiului, construcție 1742, monument istoric (cod LMI AB-II-m-A-00216).
- Biserica de lemn "Sf. Ilie" din Întregalde, construcție 1774, monument istoric (cod LMI AB-II-m-B-00240).
- Biserica "Adormirea Maicii Domnului" din Livezile, construcție 1611, monument istoric (cod LMI AB-II-m-A-00244).
- Mănăstirea Râmeț din Valea Mănăstirii, construcție sec. XIV - XVIII, monument istoric (cod LMI AB-II-a-A-00386).
- Biserica "Nașterea Precistei" și "Izvorul Tămăduirii" a mănăstirii Râmeț, construcție secolul al XIV-lea, monument istoric (cod LMI AB-II-m-A-00386.01).
- Schitul "Nașterea Sfântului Ioan Botezătorul" din Livezile.
- Cetatea Trascăului, monument istoric (cod LMI AB-II-m-A-00208).
- Muzeul etnografic (interior de casă țărănească tradițională cu exponate ce reflectă arta mesteșugărească tradițională) din satul Întregalde.

## Imagini

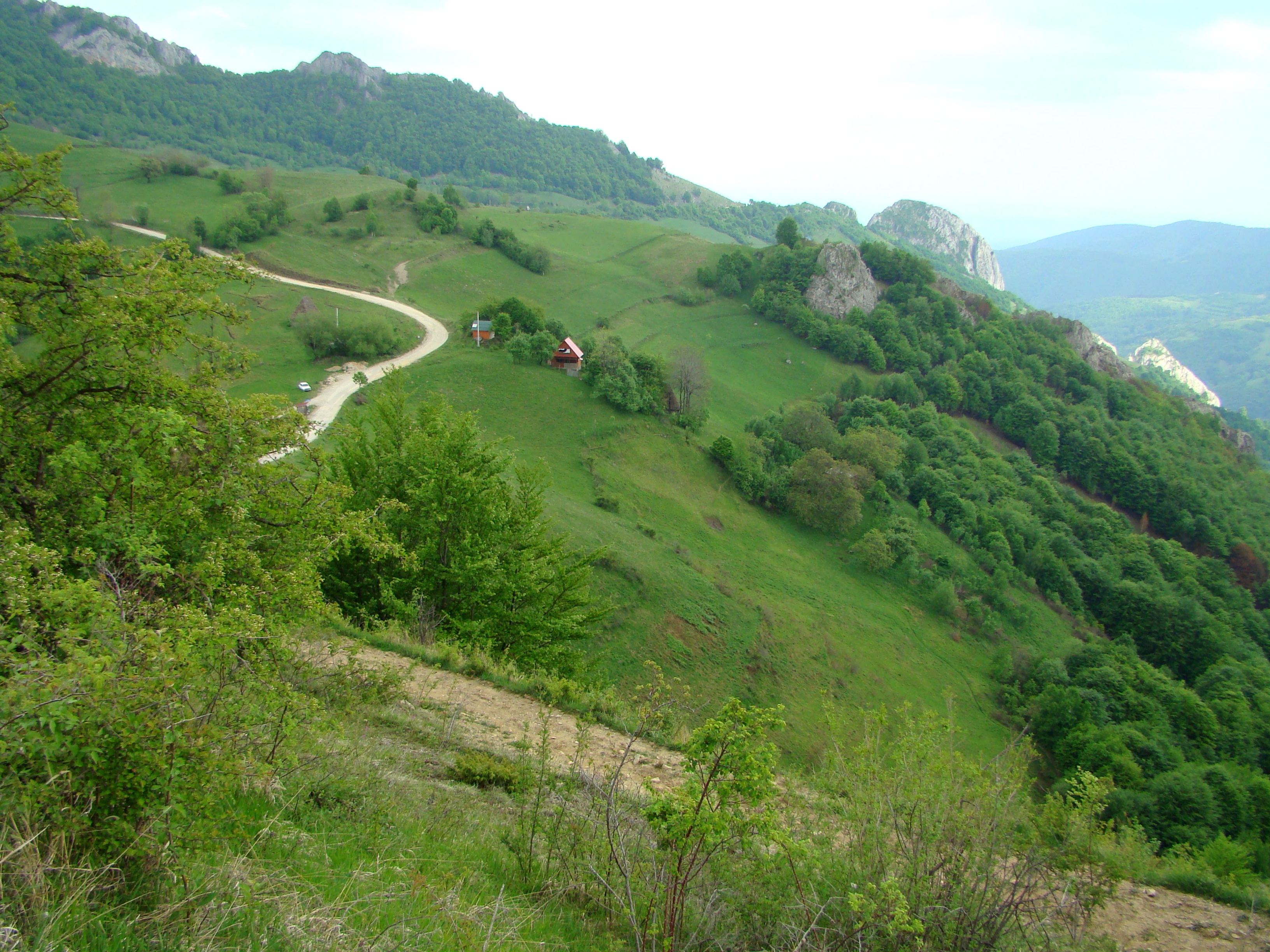
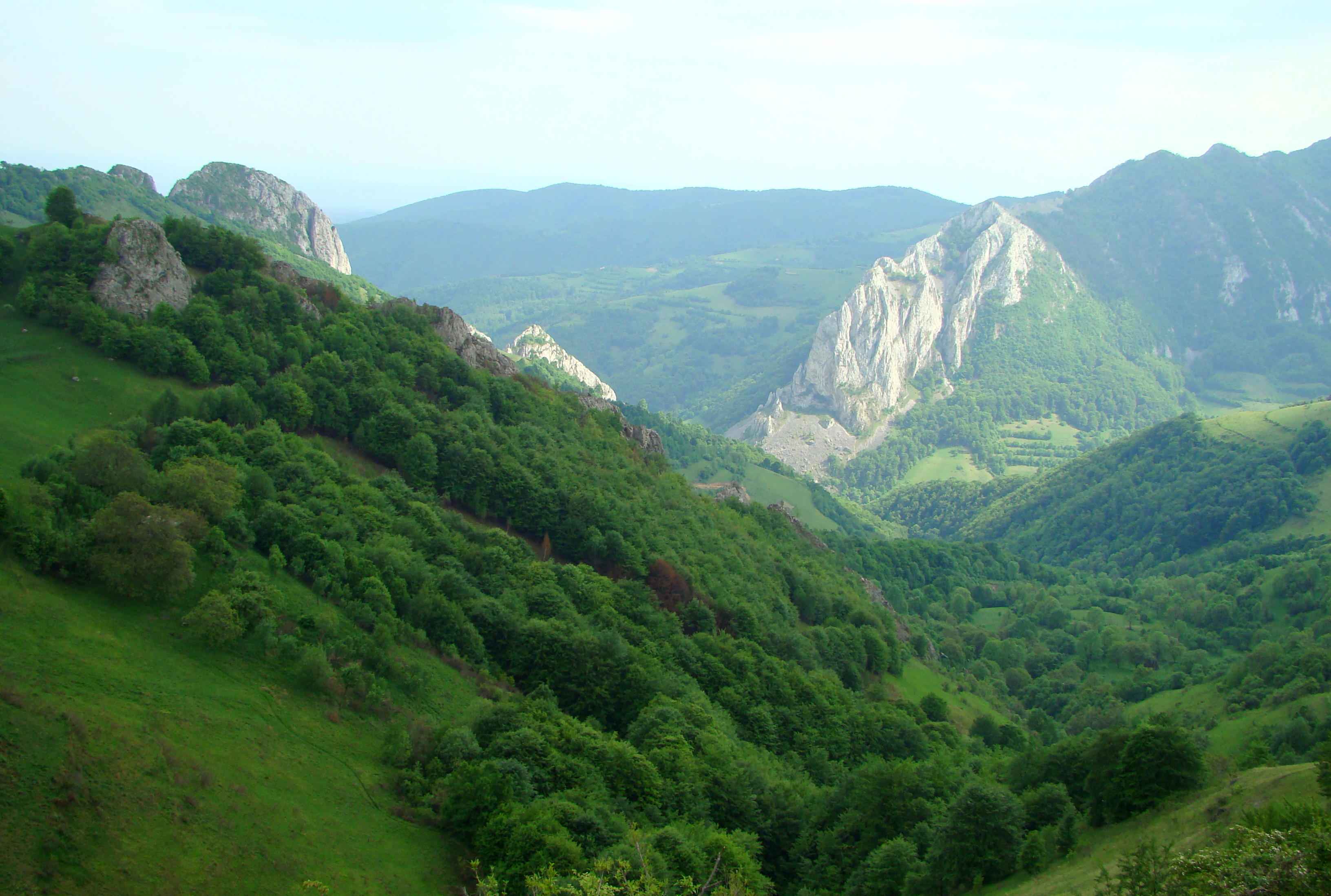
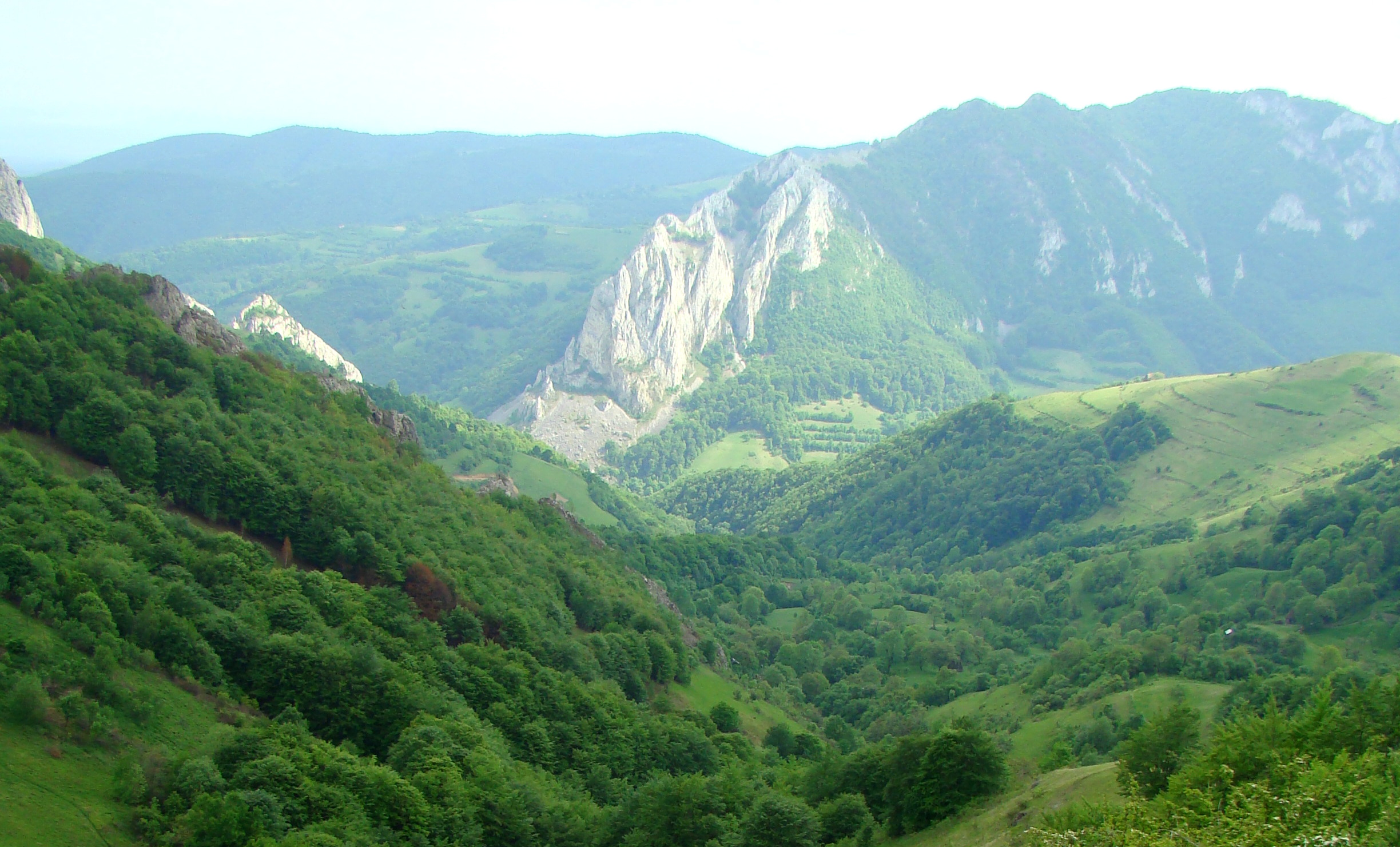
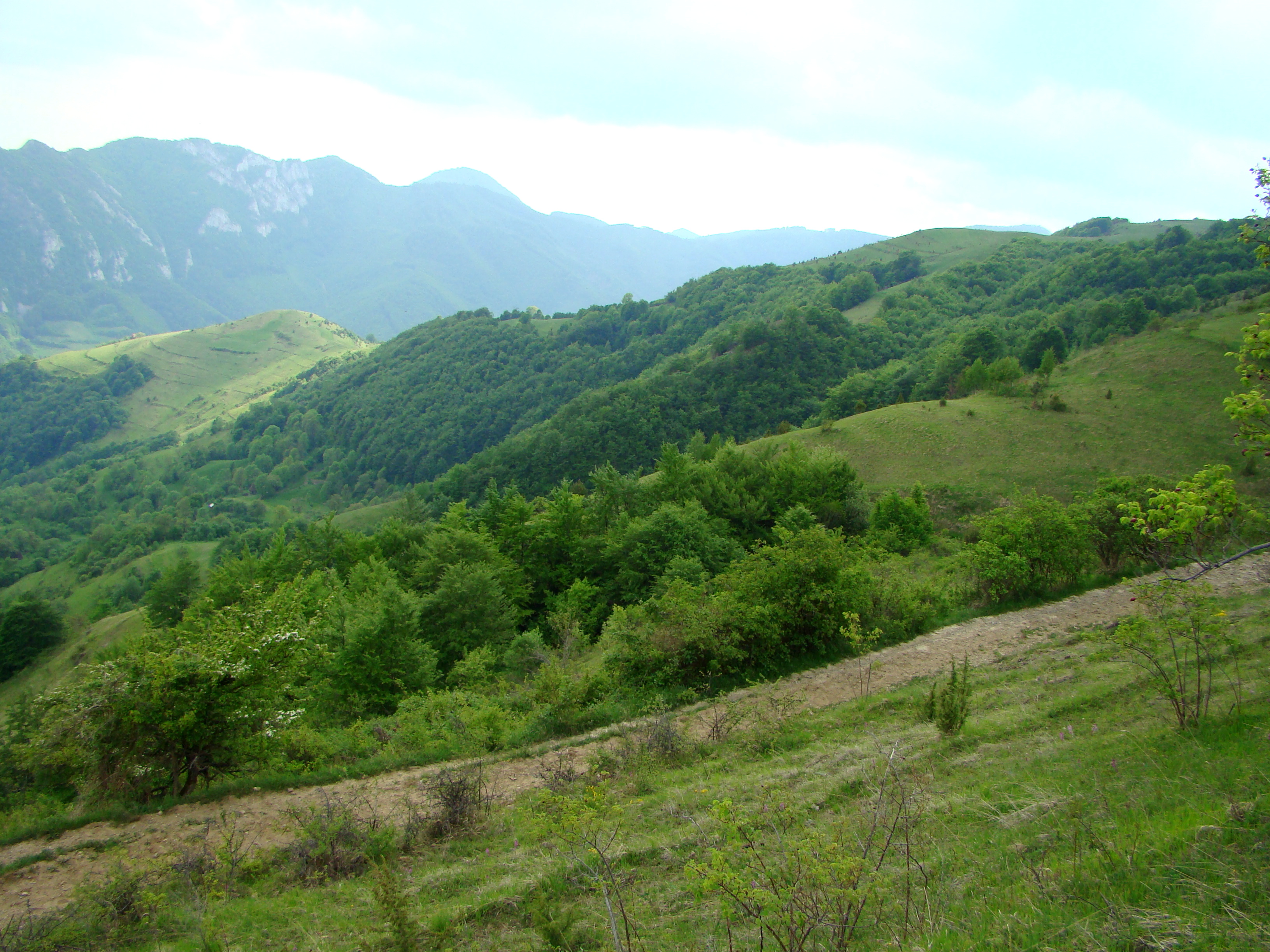